# Shiny Entertainment
Shiny Entertainment era una società dedita allo sviluppo di videogiochi, fondata da David Perry nel 1993 e chiusa nel 2007; è soprattutto ricordata per aver prodotto videogiochi quali Earthworm Jim, MDK, Messiah, Sacrifice e The Matrix: Path of Neo.
Nel 2007 Shiny Entertainment si è fusa con lo studio The Collective per formare la Double Helix Games.

## Videogiochi
- Earthworm Jim (1994)
- Earthworm Jim 2 (1995)
- MDK (1997)
- Wild 9 (1998)
- R/C Stunt Cooper (1999)
- Messiah (2000)
- Sacrifice (2000)
- Enter the Matrix (2003)
- The Matrix: Path of Neo (2005)
- La Bussola d'Oro (2007)